# Adam Fabricius
Adam Kristoffer Fabricius (18. juli 1822 i Bøvling – 24. august 1902 i København) var en dansk historiker, forfatter og sognepræst, som var født i Bøvling Præstegård ved Lemvig.
Fabricius er bedst kendt for sit historiske værk i 2 bind, Illustreret Danmarkshistorie for Folket, hvoraf første udgave udkom 1853-55. Fjerde udgave udkom 1913-15 i en revideret og forøget version af hans søn, Knud Fabricius.